# هانسبورگ اشکنوالد
هانسبورگ اشکنوالد (انگلیسی: Hansjörg Aschenwald؛ زادهٔ ۲۸ ژوئن ۱۹۶۵) از برندگان مدال‌های بازی‌های المپیک زمستانی اهل اتریش است.